# Georgy Leonidovich Pyatakov

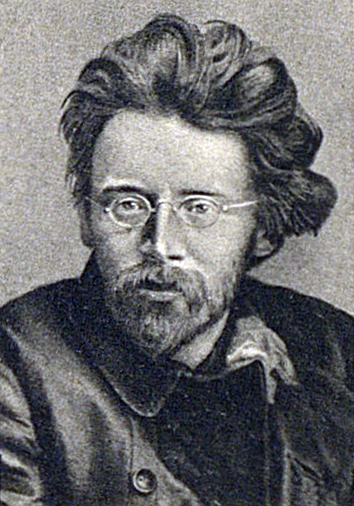
Pyatakov

Georgy (Yury) Leonidovich Pyatakov (tiếng Nga: Георгий Леонидович Пятаков; ngày 6 tháng 8 năm 1890 - 30 tháng 1 năm 1937) là một nhà lãnh đạo cách mạng Bolshevik và một chính trị gia trong cuộc Cách mạng Nga.

## Tiểu sử
Pyatakov (bút danh bên: Kievsky, Lyalin, Petro, Yaponets) sinh ngày 6 tháng 8 năm 1890 trong khu định cư nhà máy đường Mariinsky. Cha ông, Leonid Timofeyevich Pyatakov, là kỹ sư trưởng và Giám đốc Nhà máy.
Ông bắt đầu hoạt động chính trị khi ông đang học trung học, gia nhập Đảng Lao động Dân chủ Xã hội Nga năm 1910. Năm 1912 ông gia nhập Bolshevik. Ông đã bị bắt và lưu đày đến Siberia vào năm 1912 với Evgenia Bosh, nhưng họ nhanh chóng trốn thoát và đến Thụy Sĩ, nơi họ gia nhập cộng đồng cách mạng émigré. Pyatakov và Bosh ở với nhau cho đến khi bà mất vào năm 1925 do sức khỏe kém.
Ông là một trong những đối thủ mạnh nhất của Lenin về vấn đề quốc gia, liên quan đến các câu hỏi về cuộc cách mạng xã hội chủ nghĩa, và về vấn đề giải quyết hòa bình của Bolshevik với Đức.
Pyatakov sống ở Ukraine từ tháng 3 năm 1917, đứng đầu Ủy ban Kiev của RSDLP. Ông đã nhiều lần được bầu làm thành viên của Ủy ban Trung ương. Nhưng ông phản đối những người theo chủ nghĩa dân tộc Ucraina và ủng hộ chuyển giao quyền lực cho các đại biểu của Liên Xô. Ông cũng đứng đầu Ủy ban cách mạng quân sự Kiev.
Năm 1918, Pyatakov là một nhà lãnh đạo của một nhóm Cộng sản cánh tả ở Ukraine. Ông là một trong những người khởi xướng Đảng Cộng sản (Bolshevik) của Ukraina. Tại Đại hội đầu tiên ở Moscow, Pyatakov được bầu làm thư ký Ủy ban Trung ương. Vào tháng 3 năm 1919, ông tham dự Đại hội lần thứ 8 của Đảng Cộng sản Nga, nơi ông không thành công phản đối vai trò của Lenin trong quyết định các vấn đề quốc gia.
Ông đã cộng tác với Nikolai Bukharin bằng cách đồng tác giả chương "Danh mục kinh tế của chủ nghĩa tư bản trong giai đoạn chuyển tiếp" trong Kinh tế học giai đoạn chuyển đổi, được xuất bản vào năm 1920.
Pyatakov được giao nhiệm vụ quản lý ngành công nghiệp khai thác than Donbass năm 1921, trở thành phó chủ tịch của Gosplan (Ủy ban Kế hoạch Nhà nước) của RSFSR năm 1922, và Phó Chủ tịch Hội đồng Kinh tế Quốc gia của Liên Xô.
Năm 1936, ông lại bị cáo buộc là hoạt động chống đảng và chống Liên Xô, và bị trục xuất khỏi đảng. Trong phiên tòa, ông bị buộc tội âm mưu với Trotsky liên quan đến vụ kiện lật đổ Chính phủ Xô viết. Ông bị buộc tội tham gia vào một âm mưu với Đức Quốc xã với mục đích chiếm quyền lực ở Liên bang Xô viết, hứa sẽ thưởng cho người Đức với những vùng đất lớn của lãnh thổ Liên Xô. Ngày 30 tháng 1 năm 1937, ông bị kết án tử hình và bị tử hình.
Năm 1988, Pyatakov được phục hồi danh dự sau khi chết.